# 17014 Melaniequan
A 17014 Melaniequan (ideiglenes jelöléssel (17014) 1999 CY96) a Naprendszer kisbolygóövében található aszteroida. A LINEAR projekt keretében fedezték fel 1999. február 10-én.